# Vaskapui-barlang (Zalaszántó)
A Vaskapui-barlang Zalaszántó külterületén, a Tátikán található egyik barlang. Bazaltban alakult ki.

## Leírás
Az Alsó-Tátika DNy-i szorosának, a Vaskapunak előterében található. Hidegkútpusztáról a Sarvaly felé vezető, a Tátikát D-ről kerülő erdészeti üzemi úton kell menni kb. 1,5 km-t, majd az útkereszteződésben balra, ÉK felé kell letérni az erdőbe. Ez a régi kék kereszttel jelzett turistaösvény (az új kék kereszt jelzés az erdészeti üzemi úton vezet). Nagyjából 500 m-t haladva az enyhe emelkedőn a Vaskapu előterébe lehet jutni, a rég felhagyott kőbányába. A bánya egyik középső, alacsony kőtömzsében, a járószintről nyílik DNy felé a barlang szája.
1 m magas és 1,8 m széles bejárattal kezdődik, majd magassága és szélessége fokozatosan csökken. Mennyezetéből középtájon kürtőszerű felszakadás vezet a befoglaló kőtömzs tetejére. Alját többnyire nagyméretű darabokból álló kőtörmelék tölti ki, a végpontnál kevés földes kitöltés van. Hossza 2,8 m. Bejárásához segédeszközre nincs szükség. Helyi jelentőségű, kis méretű üreg.
Genetikailag a vulkáni kőzetekben másodlagos úton létrejövő üregek csoportjába tartozik, ezen belül atektonikus keletkezésű barlangnak tekinthető. A Vaskapu az Alsó-Tátika bazaltperemében kőzetomlással létrejött szakadás. A lecsúszott kőtömzsök egyikében az egyenetlen alátámasztás miatt létrejött repedés mentén keletkezett a Vaskapui-barlang.
1989-ben volt először Vaskapui-barlangnak nevezve a barlang az irodalmában.

## Kutatástörténet
Az 1942. évi Barlangvilágban arról van szó, hogy Margittay Rikárd egy kis felfedező feladatot ajánl a tátikai várromokat felkereső olvasóknak. Ugyanis az 1848-ban kiadott Szerelmey-féle Balaton albuma című könyvben a Tátika romjairól szóló részben az van írva, hogy a vár hegyének oldalában járhatatlan mélységű barlang helyezkedik el, amelyből forrás fakad. Ez a kissé romantikusan hangzó mondat csaknem szóról-szóra megtalálható az 1878-ban megjelent és Jalsovics Aladár által írt könyvben, az 1889-ben kiadott Sziklay-féle kalauzban, valamint az 1909-ben megjelent Szemlér-féle balatoni kalauzban, ami azt a látszatot kelti, mintha a szerzők a közös forrásból írták volna ki a vonatkozó részt, anélkül, hogy meggyőződtek volna valóságáról.
Ezt a gyanút az a tény teszi valószínűbbé, hogy a Dornyay-féle alapos és részletes balatoni kalauz nem említ ilyen barlangot a Tátikán. Mivel saját ismeretei alapján nem tudta eldönteni ezt a megállapítást Margittay Rikárd, ezért azt ajánlotta az olvasóknak, hogy valaki közülük járjon utána a helyszínen a dolognak és állapítsa meg, hogy valóban van-e ott járhatatlan mélységű barlang, amelyből forrás folyik.
1985-ben Eszterhás István írta le az üreget és készítette el az üreg térképét. Az egykori bányamunkások minden bizonnyal ismerték az üreget.
Az Eszterhás István által 1989-ben írt, Magyarország nemkarsztos barlangjainak listája című kéziratban az olvasható, hogy a Bakony hegységben, a 4440-es barlangkataszteri területen, Zalaszántón lévő Vaskapui-barlang bazaltban alakult ki. A barlang 2,8 m hosszú és 1 m magas. A listában meg van említve az a Magyarországon, nem karsztkőzetben kialakult, létrehozott 220 objektum (203 barlang és 17 mesterséges üreg), amelyek 1989. év végéig váltak ismertté. Magyarországon 40 barlang keletkezett bazaltban. Az összeállítás szerint Kordos László 1984-ben kiadott barlanglistájában fel van sorolva 119 olyan barlang is, amelyek nem karsztkőzetben jöttek létre.
Az Eszterhás István által 1993-ban írt, Magyarország nemkarsztos barlangjainak lajstroma című kéziratban meg van említve, hogy a Bakony hegységben, a 4440-es barlangkataszteri területen, Zalaszántón helyezkedik el a Vaskapui-barlang. A bazaltban keletkezett barlang 2,8 m hosszú és 1 m magas. Az összeállításban fel van sorolva az a Magyarországon, nem karsztkőzetben kialakult, létrehozott 520 objektum (478 barlang és 42 mesterséges üreg), amelyek 1993 végéig ismertté váltak. Magyarországon 49 barlang, illetve mesterségesen létrehozott, barlangnak nevezett üreg alakult ki, lett kialakítva bazaltban. A Bakony hegységben 123 barlang jött létre nem karsztkőzetben.